# Erastroides curvifascia
Erastroides curvifascia är en fjärilsart som beskrevs av George Francis Hampson 1891. Erastroides curvifascia ingår i släktet Erastroides och familjen nattflyn. Inga underarter finns listade i Catalogue of Life.